# Krommeweg
De Krommeweg is een weg in Steenbergen, in de Nederlandse provincie Noord-Brabant. De straat loopt van de Nassaulaan in Steenbergen-Noord tot het kruispunt met de Wipstraat, in het verlengde van de Blauwstraat.
Langs de Krommeweg ligt aan de westkant een klein landbouwperceel dat zich op het voormalige Kroonwerk van de Vesting van Steenbergen bevindt. De weg volgt het hoekige patroon van de vroegere vestinggracht, waaraan de weg zijn naam dankt. Aan de oostkant bevinden zich tussen de Krommeweg en de Rondweg Oost enkele losse huizen en moestuinen.  